# Новый агент Макгайвер (сезон 1)
Первый сезон американского телесериала «Новый агент Макгайвер», премьера которого состоялась на канале CBS 23 сентября 2016 года , а заключительная серия сезона вышла 14 апреля 2017 года. Общее количество серий в сезоне составило 21.

## Сюжет
История молодого человека лет двадцати, Ангуса «Мака» МакГайвера, который создает тайную организацию внутри правительства США, где использует свой исключительный талант в решении неординарных проблем и обширные научные знания, чтобы спасать жизни. Следовать за ним в его рискованных миссиях по всему свету будет независимый бывший агент ЦРУ - Джек Далтон. Под эгидой Департамента Внешних Дел МакГайвер берется за спасение мира, вооружившись до зубов лишь смекалкой, жвачкой и скрепкой.

## В ролях

### Основной состав
- Лукас Тилл -  Ангус «Мак» Макгайвер
- Джастин Хайрс - Уилт Бозер
- Тристин Мэйс - Райли Дэвис
- Мередит Итон - Матильда «Мэтти» Веббер
- Джордж Идс -  Джек Далтон
- Сандрин Холт - Патрисия Торнтон

### Второстепенный состав
- Трэйси Спиридакос - Никки Карпентер

### Гостевой состав
- Дэниел Дэ Ким - Чин Хо Келли
- Грейс Пак - Коно Калакауа
- Тайлор Уайли - Камекона Тупола

## Эпизоды
| № общий | № в сезоне | Название                                   | Режиссёр           | Автор сценария                                                               | Дата премьеры    | Произв. код | Зрители в США (млн) |
| --- | ---------- | ------------------------------------------ | ------------------ | ---------------------------------------------------------------------------- | ---------------- | ----------- | ------------------- |
| 1 | 1          | «Повышение» «The Rising»                   | Джеймс Ван         | История: Пол Доунз Колайццо & Питер М. Ленков Телеадаптация: Питер М. Ленков | 23 сентября 2016 | MAC101      | 10.90               |
| Специальные агенты Ангус Макгайвер и Джек Далтон объединяют усилия, чтобы восстановить пропавшее био-оружие, способное уничтожить сотни тысяч людей с помощью одной-единственной капли.                               |            |                                            |                    |                                                                              |                  |             |                     |
| 2 | 2          | «Металлическая пила» «Metal Saw»           | Джерри Ливайн      | Крэйг О’Нилл                                                                 | 30 сентября 2016 | MAC102      | 9.07                |
| МакГайвер и его команда пытаются спасти Сару, бывшего партнера Джека по ЦРУ, который пропал без вести в Венесуэле после получения доказательств, чтобы уничтожить международного торговца оружием.                    |            |                                            |                    |                                                                              |                  |             |                     |
| 3 | 3          | «Шило» «Awl»                               | Мэтт Эрл Бисли     | Дэвид Слэк                                                                   | 7 октября 2016   | MAC103      | 8.09                |
| Команда должна найти способ найти спонсора террора из Лабуана, Малайзия, и получить от него информацию о следующем теракте D77.                                                                                       |            |                                            |                    |                                                                              |                  |             |                     |
| 4 | 4          | «Резак для проволоки» «Wire Cutter»        | Джо Данте          | Джон Турман                                                                  | 14 октября 2016  | MAC104      | 7.44                |
| Бывший полковник спецназа Чевченко и его люди украли 10-метровую ядерную бомбу. Команда нуждается в помощи русского перебежчика из дома престарелых в Вирджинии, чтобы закрыть ее. А где же бомба?                    |            |                                            |                    |                                                                              |                  |             |                     |
| 5 | 5          | «Зубочистка» «Toothpick»                   | Бобби Рот          | Нэнси Киу                                                                    | 21 октября 2016  | MAC105      | 7.95                |
| Используя только подлокотник, карниз для занавесок и зубочистку, Макгайвер должен починить саботажный поезд, чтобы защитить осведомителя, у которого есть доказательства того, что ее босс продает оружие врагам США. |            |                                            |                    |                                                                              |                  |             |                     |
| 6 | 6          | «Гаечный ключ» «Wrench»                    | Алек Смайт         | Брайан Ф. Даркин                                                             | 28 октября 2016  | MAC106      | 7.27                |
| 7 | 7          | «Консервный нож» «Can Opener»              | Омар Мадха         | Шон Хеннен                                                                   | 4 ноября 2016    | MAC107      | 7.59                |
| 8 | 8          | «Штопор» «Corkscrew»                       | Дженис Кук-Леонард | Линдси Аллен                                                                 | 11 ноября 2016   | MAC108      | 7.65                |
| 9 | 9          | «Стамеска» «Chisel»                        | Брэд Таненбаум     | Брэндон Виллер & Брет ВанденБос                                              | 18 ноября 2016   | MAC109      | 8.12                |
| 10 | 10         | «Плоскогубцы» «Pliers»                     | Ли Роуз            | Брайан Ф. Даркин                                                             | 9 декабря 2016   | MAC110      | 7.42                |
| 11 | 11         | «Ножницы» «Scissors»                       | Стивен Херек       | Нэнси Киу & Линдси Аллен                                                     | 16 декабря 2016  | MAC111      | 7.67                |
| 12 | 12         | «Отвертка» «Screwdriver»                   | Крэйг Сибельс      | История: Питер М. Ленков Телеадаптация: Крэйг О’Нилл & Дэвид Слэк            | 6 января 2017    | MAC112      | 8.42                |
| 13 | 13         | «Большой клинок» «Large Blade»             | Сильвен Уайт       | Эндрю Карлсруэ                                                               | 13 января 2017   | MAC113      | 7.64                |
| 14 | 14         | «Рыбочистка» «Fish Scaler»                 | Эгиль Эгилссон     | Джон Турман                                                                  | 3 февраля 2017   | MAC114      | 7.43                |
| 15 | 15         | «Увеличительное стекло» «Magnifying Glass» | Стивен Херек       | Брайан Ф. Даркин                                                             | 10 февраля 2017  | MAC115      | 8.02                |
| 16 | 16         | «Крюк» «Hook»                              | Тауния Маккирнан   | Нэнси Киу                                                                    | 17 февраля 2017  | MAC116      | 7.24                |
| 17 | 17         | «Линейка» «Ruler»                          | Антонио Негрет     | Эндрю Карлсруэр                                                              | 24 февраля 2017  | MAC117      | 6.93                |
| 18 | 18         | «Фонарик» «Flashlight»                     | Джонатан Браун     | Линдси Аллен                                                                 | 10 марта 2017    | MAC118      | 7.73                |
| 19 | 19         | «Компас» «Compass»                         | Кристина Мур       | Ли Дэвид Злотофф                                                             | 31 марта 2017    | MAC119      | 6.56                |
| 20 | 20         | «Дырокол» «Hole Puncher»                   | Элизабет Аллен     | Крэйг О’Нилл & Дэвид Слэк                                                    | 7 апреля 2017    | MAC120      | 6.62                |
| 21 | 21         | «Резак для сигар» «Cigar Cutter»           | Стивен Херек       | История: Крэйг О’Нилл & Дэвид Слэк Телеадаптация: Питер М. Ленков            | 14 апреля 2017   | MAC121      | 6.57                |